# استير كوبلويتز، ماركيزة كوباس
استير كوبلويتز رويرو دو خيسوس (بالإسبانية: Esther Koplowitz)‏ هي سيدة أعمال وفاعلة خير إسبانية.

## سيرتها الذاتية
كوبلويتز هي نائبة رئيس مجلس إدارة شركة تعزيز الانشاءات والعقود، واحدة من المجموعات الاسبانية الرائدة المتنوعة التي يعمل بها حوالي 90 ألف شخص. تشغل كولبويتز مناصب في العديد من الشركات الوطنية والدولية، على سبيل المثال نائب رئيس مجلس إدارة شركة فالديريفا للإنشاءات Cementos Portland Valderrivas وعضو مجلس إدارة سابق في شركة فيوليا للبيئة Veolia Environnement الفرنسية المتعددة الجنسيات.
تترأس كولبويتز المؤسسة التي تحمل اسمها، مؤسسة استير كوبلويتز، المُكرسة أساسًا للعمل الخيري لمساعدة الأشخاص الأكثر احتياجًا في المجتمع. قامت كولبويتز ببناء وتجهيز والتبرع بمنازل للرعاية مثل «نوسترا كاسا» في كولادو-فيلالبا بمدريد، و«لا نوسترا كاسا» في فورت-بينش في برشلونة، وكلاهما للمسنين الذين يحتاجون إلى مساعدة خاصة بالإضافة إلى من هم بدون الوسائل المالية، و«لا نوسترا كاسا دو-فيلالبا» في فالنسيا للبالغين المُعاقين بدنيًا وعقليًا. أنشئت كولبويتز داري رعاية آخرين في طور الإعداد، أحدهما في بلد الوليد والثاني في فالنسيا. سوف يشترك الداران في نفس الهدف مثل المنزل الذي بُني بالفعل في فالنسيا.
حصلت كولبويتز على العديد من الجوائز والتقديرات لعملها الخيري بالإضافة إلى تميُّز أعمالها. من بينها الصليب الكبير ووسام الاستحقاق المدني، ووسام الذهب للنظام المدني للأعمال الخيرية، والميدالية الذهبية لمنطقة مدريد، وجائزة بلانكيرنا من حكومة كاتالونيا الإقليمية والميدالية الذهبية، والشرف الأكاديمي من الأكاديمية الملكية للتاريخ ووسام جوقة الشرف.

## الألقاب
ورثت أستير وأليسيا ألقابهما النبيلة من أمهما. كانت إستر كونتيسة بينيالفير وماركيزة من كامبو فلوريدو، وهما الآن ملكيتان لابنتاه كارمن ماركيزة كوبلويتز (الآن كونتيسة بينيلفر) وأليسيا ألكوسر كوبلويتز (ماركيزة فلوريدو الآن). وشقيقتها أليسيا ماركيزة دي بيلافيستا. تزوجت استير في عام 2003 من فرناندو فالكو ماركيز كوباس، والذي تطلقت منه في عام 2009.

## روابط خارجية
- El Mundo
- Libertad digital